# Centre Experimental de Cinematografia
El Centre Experimental de Cinematografia (en italià: Centro sperimentale di cinematografia) és una escola de cinema i filmoteca italiana, situada a Roma. Es va establir el 1935 a Itàlia i té com a objectiu promoure l'art i la tècnica de la cinematografia i el cinema al país. És l'escola de cinema més antiga d'Europa occidental, fundada a la ciutat de Roma el 1935 durant l'era del govern de Benito Mussolini pel dirigent de cinema Luigi Freddi. Va ser i encara és finançat pel govern italià i se centra en l'educació, la recerca, la publicació i l'ensenyament de la teoria cinematogràfica. El centre és la institució més important d'Itàlia per a la formació, la recerca i l'experimentació en el camp del cinema, i en el seu sentit més ampli, de pel·lícules, documentals, ficció i animació.